# Чоленешть (комуна)
Чоленешть, Чоленешті (рум. Ciolănești) — комуна у повіті Телеорман в Румунії. До складу комуни входять такі села (дані про населення за 2002 рік):
- Балдовінешть (552 особи)
- Чоленештій-дін-Вале (788 осіб)
- Чоленештій-дін-Дял (2364 особи) — адміністративний центр комуни

Комуна розташована на відстані 81 км на захід від Бухареста, 42 км на північний захід від Александрії, 101 км на схід від Крайови.

## Населення
За даними перепису населення 2002 року у комуні проживали 3704 особи, усі — румуни. Усі жителі комуни рідною мовою назвали румунську.
Склад населення комуни за віросповіданням:
| Релігія       | Кількість осіб | Відсоток |
| ------------- | -------------- | -------- |
| православні   | 3649           | 98,5%    |
| адвентисти    | 45             | 1,2%     |
| п'ятдесятники | 7              | 0,2%     |
| баптисти      | 2              | 0,1%     |
| атеїсти       | 1              | < 0,1%   |